# More Christmas 2015
More Christmas 2015 er et dansk opsamlingsalbum med julemusik udgivet den 6. november 2015 på Universal Music. Albummet modtog i april 2016 platin for 20.000 solgte eksemplarer.

## Spor

### CD 1
1. Queen - "Thank God It's Christmas"
2. Caroline Castell - "Tidsrejsen"
3. Ariana Grande - "Santa Tell Me"
4. Drengene fra Angora - "Jul i Angora"
5. Wham! - "Last Christmas"
6. Cartoons - "Santa Claus Is Coming to Town"
7. Band Aid - "Do They Know It's Christmas?"
8. Gnags - "Der sidder 2 nisser"
9. Miley Cyrus - "Rockin' Around the Christmas Tree"
10. Diskofil - "Til julebal i Nisseland"
11. Bryan Adams - "Christmas Time"
12. Roy Wood & Wizzard - "I Wish It Could Be Christmas Everyday"
13. Christian Hjelm - "I mørket finder lyset vej"
14. Erasure - "She Won't Be Home"
15. Sukkerchok - "Hele julenat, hele juledag"
16. Pet Shop Boys - "It Doesn't Often Snow at Christmas" (new version)
17. Martin Brygmann & Julie Berthelsen - "Jesus & Josefine"
18. Luther Vandross - "The Mistletoe Jam"
19. Bossen & Bumsen - "Op til Jul"
20. D-A-D - "Sad Sad X-mas"
21. John Mogensen - "På loftet sidder nissen med sin julegrød"
22. Tuborg Juleband - "Tuborg Julebryg Jingle" (digitalt bonus spor)

### CD 2
1. John Lennon & Yoko Ono - "Happy X-mas (War Is Over)"
2. Rasmus Bjerg & Citybois - "En rigtig drengejul"
3. Slade - "Merry X-mas Everybody"
4. Anden - "Jul på Vesterbro"
5. Meghan Trainor - "I'll Be Home"
6. Elmer - "Lad os lukke julen ind"
7. Shakin’ Stevens - "Merry Christmas Everyone"
8. MC Einar - "Ju Det' Cool"
9. George Michael - "December Song (I Dreamed of Christmas)"
10. Aqua - "Spin Me a Christmas"
11. Boney M. - "Mary's Boy Child" / "Oh My Lord"
12. Thomas Helmig & Søs Fenger - "Når sneen falder"
13. Modern Talking - "It's Christmas"
14. Otto Brandenburg - "Søren Banjomus"
15. José Feliciano - "Feliz Navidad"
16. Alphabeat - "X-mas (Let's Do It Again)"
17. Bobby Helms - "Jingle Bell Rock"
18. Flemming Bamse Jørgensen - "Jul på Vimmersvej"
19. Samantha Mumba - "All I Want for Christmas Is You"
20. Tommy Seebach & Annette Heick - "Vi ønsker jer alle en glædelig jul"
21. Cliff Richard - "We Should Be Together"

### CD 3
1. Sam Smith - "Have Yourself a Merry Little Christmas"
2. De Nattergale - "The Støvledance"
3. Kelly Clarkson - "Underneath the Tree"
4. Sys Bjerre - "Det'cember"
5. Chris Rea - "Driving Home for Christmas"
6. Gasolin' - "Dejlig er jorden"
7. Frankie Goes to Hollywood - "The Power of Love"
8. Caroline Henderson - "Vil du være min i nat?"
9. Elton John - "Step into Christmas"
10. Monrad & Rislund - "Frokost på kontoret (Jul igen)"
11. Britney Spears - "My Only Wish (This Year)"
12. Mads Langer - "I en stjerneregn af sne"
13. You Know Who - "Finally It's Christmas Again"
14. The Pussycat Dolls - "Santa Baby"
15. Thomas Holm - "Jul, for helvede"
16. Natasha Bedingfield - "Shake Up Christmas"
17. Shu-bi-dua - "Rap jul"
18. Christina Aguilera - "This Christmas"
19. Sanne Salomonsen & Nikolaj Steen - "Vi lover hinanden"
20. Bing Crosby - "White Christmas"
21. Abba - "Happy New Year" (bonus spor)

## Hitlister og certificeringer

### Hitlister
| Hitliste (2015)              | Højeste placering |
| ---------------------------- | ----------------- |
| Danmark (Compilation Top-10) | 1                 |

### Certificeringer
| Land (Organisation) | Certificering |
| ------------------- | ------------- |
| Danmark (IFPI)      | Platin        |